# Godsway Donyoh
Godsway Donyoh (født 14. oktober 1994) er en ghanesisk fodboldspiller, der spiller for Apollon Limassol.
I november 2012 besøgte Donyoh den svenske klub Djurgårdens IF. Der deltog han i tre venskabskampe, hvor hans præstationer imponerede klubben. Gennem deres nyoprettede samarbejde med Manchester City blev det i januar 2013 besluttet, at han ville slutte sig til Djurgården på leje i Allsvenskan-sæsonen 2013. Da sæsonen var forbi, fortalte Manchester City Djurgården, at de ønskede, at Donyoh skulle spille angriber i stedet for fløj, hvor Djurgården havde brugt ham mest. Den svenske klub kunne ikke garantere nogen spilletid på den position, så det blev besluttet, at han ikke ville vende tilbage til den følgende sæson. 